# NGC 1530
NGC 1530 este o galaxie spirală situată în constelația Girafa. A fost descoperită în 1877 de către Ernst Wilhelm Tempel. Se află la o distanță de 20,51 de megaparseci de Pământ.